# روبن سيمز
روبن سيمز (22 نوفمبر 1970 في المملكة المتحدة - ) (بالإنجليزية: Robin Sims)‏ هو لاعب كريكت بريطاني. لعب مع نادي مقاطعة ميدلسكس للكريكت ‏.

## وصلات خارجية
- روبن سيمز على موقع إي آس بي آن كريك إنفو (الإنجليزية)